# Aramecina
Aramecina är en ort i Honduras.   Den ligger i departementet Departamento de Valle, i den sydvästra delen av landet, 70 km sydväst om huvudstaden Tegucigalpa. Aramecina ligger 136 meter över havet och antalet invånare är 1 071.